# Joan de Margarit i de Vilanova
Joan de Margarit i de Vilanova (1601, La Bisbal d'Empordà? – Palamós, octubre de 1645).
Amb només nou anys firma capítols matrimonials Anna Pons d’Almar a La Bisbal d’Empordà. En les dècades de 1620 i 1630 és documentat com a testimoni en múltiples gestions patrimonials de la família Margarit.
Políticament, va mantenir una actitud hostil a la Corona Hispànica, tant abans com durant la Guerra dels Segadors, que tingué com a líder revolucionari el seu tiet, Josep de Margarit i de Biure.
El 16 de juny de 1637 assisteix a la reunió de l’estament militar convocada a Barcelona per debatre sobre la contrafacció del Princeps Namque, convocat per Felip III d’Aragó per portar homes a la batalla de Leucata.
Tres anys més tard, és un dels pocs membres de l’estament militar que assisteix a la reunió convocada l’11 d’octubre de 1640 per debatre sobre la defensa del Principat. Les institucions catalanes li encomanen la defensa del castell de Palamós, càrrec que desenvoluparà fins a la seva mort. El mateix octubre de 1640, acull un terç de Josep Sacosta. El 1643 alerta les institucions catalanes de les intencions de les tropes castellanes de conquerir Cadaqués.. El juny de 1645, després de la victòria catalana a Roses, es troba fent noves tasques de fortificació, sobretot per la defensa de Palamós, on morirà els darrers dies d’octubre.
Va ser enterrat a la capella de Sant Miquel del monestir de Sant Sebastià de La Bisbal d'Empordà.